# Programme de loyauté des employés fédéraux américains

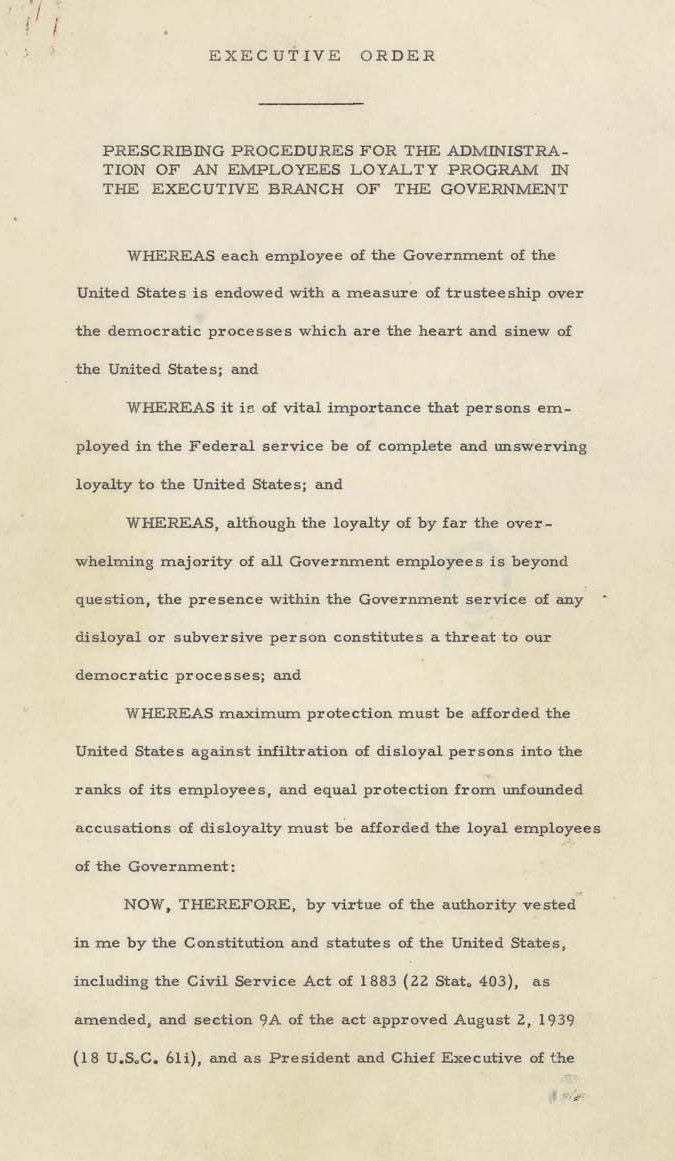
Page un de l'Executive Order 9835.

Mis en place par Harry Truman en 1947, le programme de loyauté des employés fédéraux américains est un programme consistant à enquêter sur les employés fédéraux dans le but d'identifier et d'écarter ceux dont les sympathies communistes et de façon plus générale les opinions seraient de nature à porter atteinte à leur loyauté vis-à-vis du gouvernement américain.
Le 21 mars 1947, le président Harry S. Truman signe l'Executive Order 9835, le décret exécutif qui instaure le premier programme général de loyauté, destiné à éradiquer l’influence communiste au sein du gouvernement fédéral américain. Truman a pour objectif de rallier l'opinion publique derrière sa politique anti-soviétique du temps de la guerre froide, grâce à ces enquêtes menées sous son autorité. Il espére également faire taire les critiques des Républicains accusant les Démocrates d'être indulgents envers le communisme. Il demande toutefois au Loyalty Review Board, la commission chargée de mettre en application ce programme, de limiter le rôle du FBI afin d'éviter une chasse aux sorcières. Le programme d'enquêtes va concerner plus de trois millions d'employés du gouvernement, dont quelques centaines seront licenciés pour des raisons de sécurité.
Ce programme de loyauté est principalement le résultat de la montée des tensions américano-soviétiques et des manœuvres politiques du Président et du Congrès. L'ordonnance crée un vaste domaine dans lequel les « Comités départementaux de loyauté » des ministères effectuent des vérifications sur les employés et les candidats à un emploi fédéral. Cela permet au FBI de procéder à des vérifications initiales sur dossiers et autorise des enquêtes supplémentaires sur le terrain si l'enquête initiale révèle des informations qui jettent un regard négatif sur un employé. Le décret exécutif 9835 est également le principal moteur de la création de la liste des organisations subversives (AGLOSO) du procureur général des États-Unis. Ce programme de loyauté prélude à l’entrée en scène du sénateur républicain du Wisconsin, Joseph McCarthy.

## Contexte et motivations du président Truman
Alors que les relations entre les États-Unis et l'Union soviétique se détériorent après la Seconde Guerre mondiale, l'inquiétude concernant l'infiltration du gouvernement par les communistes croît rapidement et tend à devenir une véritable obsession. Celle-ci est alimentée par la parution de rapports faisant état d'espionnage soviétique aux États-Unis. À l'approche des élections américaines de la fin de 1946, de nombreux groupes conservateurs américains tentent de déclencher une nouvelle « Peur rouge ». Le Parti républicain, soutenu entre autres par  l’Église catholique, le FBI et des entrepreneurs privés, s’emploie à attiser la peur et la suspicion du public. La crainte d'une infiltration communiste dans le gouvernement devient une question centrale lors des élections de novembre 1946 à la Chambre des représentants et au Sénat, qui sont très largement remportées par les Républicains.
Deux semaines après la victoire des Républicains, le Président annonce la création de la « Commission temporaire sur la loyauté des employés » (TCEL). Cette annonce fait la une du New York Times sous le titre « Le Président ordonne la purge des employés déloyaux ». La commission de Truman est présidée par l'assistant spécial du procureur général A. Devitt Vanech, proche du très influent directeur du FBI, J. Edgar Hoover. La commission travaille à définir des critères de loyauté et à établir des procédures permettant de révoquer les personnes déloyales ou subversives des postes fédéraux. Cette initiative est généralement interprétée comme étant essentiellement de nature politique afin d'empêcher les Républicains de préempter la question de la loyauté au Congrès. Le 28 février 1947, environ un mois avant qu'il ne signe l'Executive Order 9835, Truman écrit au gouverneur de la Pennsylvanie, George Earle : « Les gens sont très inquiets à propos du "bugaboo" communiste, mais j'estime que le pays est parfaitement sûr jusqu'à présent en ce qui concerne le communisme - nous avons trop de gens sains d'esprit ».

## Caractéristiques du programme de loyauté
Le programme de loyauté des employés fédéraux américains est mis en place le 21 mars 1947, jour où le président Harry S. Truman signe l'Executive Order 9835.
Ce décret autorise le FBI à enquêter sur les deux millions d'employés fédéraux afin d'identifier ceux dont les convictions et les participations à des organisations soulèvent des questions au regard de leur loyauté au gouvernement américain. Les résultats des enquêtes sont communiqués à cent cinquante « Commissions de loyauté » des départements et agences fédérales. Ces Commissions peuvent mener leurs propres enquêtes et sont autorisées à utiliser des dépositions confidentielles de témoins. Un employé peut être licencié s’il existe un « doute raisonnable » concernant sa loyauté. La décision n'est pas susceptible d'appel.
La partie I du décret dispose que toute personne posant sa candidature à un emploi civil dans une administration relevant du pouvoir exécutif du gouvernement fédéral doit être soumise à une enquête de loyauté. La partie II de ce texte dispose que le chef de chaque département et agence est personnellement responsable de mettre en place un programme efficace visant à garantir que les officiers ou employés civils déloyaux ne soient pas maintenus dans leur poste. Les parties III et IV définissent le processus selon lequel ces enquêtes doivent être conduites.
La partie V liste les critères applicables pour refuser d'employer un candidat ou révoquer un employé, pour des motifs liés à leur loyauté, s'il existe des motifs raisonnables de croire que la personne impliquée est déloyale envers le gouvernement des États-Unis :
- sabotage, espionnage ou association avec des saboteurs ou des espions ;
- trahison, sédition ou défense de celle-ci ;
- divulgation intentionnelle et non autorisée d'informations confidentielles ;
- exercice de ses fonctions en privilégiant les intérêts d'un autre gouvernement au détriment du gouvernement américain ;
- appartenance, affiliation ou lien de sympathie avec toute organisation qualifiée de totalitaire, fasciste, communiste ou subversive par le Procureur général des États-Unis[3].

## Liste des organisations subversives
Le programme de loyauté a permis la création d'une « liste des organisations subversives » (Attorney General's List of Subversive Organizations - AGLOSO) gérée par le procureur général et très médiatisée afin d'illustrer les actions concrètes du gouvernement fédéral dans sa lutte contre l'infiltration communiste. L’objectif initial de cette liste est d'aider à l'évaluation de la loyauté des employés fédéraux. Cependant, l'AGLOSO devient la référence en matière de loyauté et de déloyauté dans un grand nombre d'organisations publiques et privées : elle est utilisée par les États et les collectivités locales, l'armée, les sous-traitants de la défense, les hôtels, le département du Trésor et le département d'État (pour la délivrance des passeports et les expulsions). Malgré la large publicité qui est faite sur la liste elle-même, le département de la Justice refuse de divulguer des informations telles que les critères d’inscription ou les raisons pour lesquelles aucune des organisations répertoriées n’a été informée avant sa publication. La première liste officielle est établie début avril 1947 par le FBI en réponse à une demande du procureur général du 27 mars. La réponse du FBI compte quarante-et-un groupes « considérés comme les plus dangereux au regard du récent décret », parmi lesquels le Ku Klux Klan, le parti communiste et le parti nazi. Cette liste va finalement jouer un rôle central dans l'émergence du Maccarthysme deux ans plus tard.

## Résultats et remplacement du programme
À la mi-année 1952, plus de quatre millions de dossiers individuels ont été vérifiés. Sur ce total, les Commissions de loyauté ont retenu 9 077 dossiers, parmi lesquels 2 961 ont donné lieu à des auditions. Finalement 378 refus d'emploi ou révocations ont été prononcées.
Avec le recul, les questions soulevées par ce programme de loyauté tiennent moins à son manque de résultats qu'au fait qu'il a fortement encouragé le développement d'une chasse aux sorcières, dont l'apogée est atteinte entre 1952 et 1954 au plus fort du Maccarthysme sous la présidence d'Eisenhower, ce que Truman avait cherché à éviter.
L'Executive Order 10450, signé par le président Eisenhower en avril 1953, abroge le décret 9835 et étend les restrictions à tous les autres emplois du gouvernement des États-Unis.